# Zytoprotektion
Als Zytoprotektion, auch Zellschutz genannt, bezeichnet man eine unterstützende Therapiestrategie, mit der die gesunden Körperzellen vor  toxischen Wirkungen geschützt werden sollen.
In der Onkologie sollen Zytoprotektoren die gesunden Zellen vor den negativen Auswirkungen einer Strahlen- oder Chemotherapie schützen, ohne dass dabei die antitumorale Wirksamkeit der Therapie negativ beeinflusst wird.
Beispiele für zugelassene Zytoprotektoren sind Amifostin, Mesna und Dexrazoxan.
In der Anatomie des Gastrointestinaltraktes spricht man zum Beispiel bezüglich der drüsenhaltigen Schleimhaut des Magens, der Pars glandularis, von Zytoprotektion. Hier bilden die Cardia- und Pylorusdrüsen (Glandulae cardiacae et pyloricae) ein schleimiges Sekret („mucus“), welche die Magenwand als Schutzschicht überzieht und sie vor Selbstverdauung schützt.